# Provincia de Ryanggang
La provincia de Ryanggang (en coreano: 량강도, Ryanggang-do) es una provincia de la República Democrática Popular de Corea. La provincia limita con la República Popular China en el norte, Hamgyong del Norte en el este, Hamgyong del Sur en el sur, y al oeste con Chagang. Ryanggang se formó en 1954, cuando fue separada de Hamgyŏng del Sur. La capital provincial es la ciudad de Hyesan. En uso de Corea del Sur, "Ryanggang" se escribe y pronuncia como "Yanggang" o "Yanggang-do".

## Descripción
En la frontera norte con China fluyen el río Yalu y el río Tumen. Entre los ríos, y en el nacimiento de ambos, se encuentra el monte Paektu - considerado tanto por coreanos como por manchúes como el origen mítico de ambos pueblos. El Gobierno norcoreano afirma que Kim Jong-il nació aquí mientras sus padres estaban en un campamento de la resistencia comunista en las montañas. La frontera entre China y Corea del Norte, durante 20 kilómetros hacia el este de la montaña, está considerada como "árida, remota y montañosa, apenas patrullada".
Pese a que a toda Corea del Norte se la considera un país económicamente deprimido, la provincia de Ryanggang, junto a las vecinas Hamgyong del Norte y Hamgyong del Sur, son las más pobres y forman el conocido como "Cinturón del Óxido" norcoreano de ciudades con fábricas que ahora están cerradas y abandonadas. Las peores consecuencias de la gran hambruna que vivió el país en la década de 1990, conocida como la "Ardua Marcha", ocurrió en estas tres provincias. La mayoría de los refugiados norcoreanos en China, aseguran, proceden de esta región.

### Explosión de Ryanggang
Una explosión y una nube de hongo fueron detectadas según reportes en el condado de Kimhyongjik el 9 de septiembre de 2004, en el día del 56.º aniversario de la fundación de Corea del Norte. El hecho fue reportado unos días más tarde, el 12 de septiembre.

## Divisiones administrativas
Ryanggang está dividida en 2 ciudades ("Si") y 10 condados ("gun"):
- Hyesan-si (혜산시; 惠山市)
- Samjiyon-si (삼지연시; 三池淵市)
- Kapsan-gun (갑산군; 甲山郡)
- Kimjongsuk-gun (김정숙군; 金貞淑郡); antigua Sinpa-gun (신파군; 新坡郡)
- Kimhyonggwon-gun (김형권군; 金亨權郡); antigua Pungsan-gun (풍산군; 豊山郡)
- Kimhyongjik-gun (김형직군; 金亨稷郡) antigua Huch'ang-gun (후창군; 厚昌郡)
- Paegam-gun (백암군; 白岩郡)
- Poch'on-gun (보천군; 普天郡)
- P'ungso-gun (풍서군; 豊西郡)
- Samsu-gun (삼수군; 三水郡)
- Taehongdan-gun (대홍단군; 大紅湍郡)
- Unhung-gun (운흥군; 雲興郡)

- Datos: Q110171
- Multimedia: Ryanggang-do / Q110171